# Closed Captioning

Símbol del sistema Closed Caption (CC).

Closed Caption o Closed Captioning, és el procés per a mostrar text en un televisor, visualitzador de vídeo o un altre mitjà per proporcionar informació interpretativa o addicional. Per pràctica estesa, s'empra com a mètode de transcripció de l'àudio d'un programa de televisió en temps real (en verbatim o editat); de vegades, s'inclouen descripcions d'elements no verbals. En alguns casos, també s'utilitza per a oferir una traducció textual alternativa en un altre idioma. L'estàndard HTML5 defineix als subtítols tancats com «una transcripció o traducció d'un diàleg, efectes de so, partitures de música importants, i un altre tipus d'informació auditiva rellevant […] quan el so del programa no estigui disponible o no es pugui escoltar amb claredat» (per exemple, quan l'àudio està silenciat o l'espectador és sord o pateix problemes auditius)

## CC en directe i pregrabat
El sistema s'aplica a dos grans tipus de programes:
- en “viu” o en directe, que es transmeten al mateix temps que es produeixen. Per aquesta finalitat s'utilitza un sistema similar al de transcripció estenogràfica, al seu torn similar al que s'utilitza en les corts nord-americanes;
- programes prèviament gravats (com les pel·lícules i documentals) per als que s'utilitza un sistema de computeritzat que permet fer una transcripció de major qualitat.

## Closed Captioni subtítols
A diferència del sistema comú de subtítols, que generalment s'utilitza per permetre a l'espectador la comprensió de l'àudio en un altre idioma, amb subtítols en el seu idioma, el sistema de Closed Caption es produeix en la mateixa llengua de l'àudio, tractant de reproduir el més lleialment possible el so amb text i els subtítols es manifesten en la imatge durant tota l'exhibició del video o pel·lícula.
A més, el CC és una funció del televisor, que funciona quan en aquest s'habilita el decodificador que permet l'aparició del text sobre les imatges televisives.
En tot cas, el text de CC està codificat en la línia 21 del pedestal d'esborrat del senyal de televisió i es mostra, com a textos superposats en les imatges (normalment damunt d'un rectangle negre).

## Ressenya històrica
Inicialment, el 1970, el CC va ser concebut per l'Oficina Nacional d'Estandardització dels Estats Units, com un mitjà per transmetre informació addicional per televisió, llavors es va obtenir la col·laboració de la xarxa de televisió American Broadcasting Company (ABC) que va trobar probable la transmissió de notícies per aquest sistema. En 1971 es va celebrar a Nashville, Tennessee, la primera conferència on es va plantejar el projecte per utilitzar-ho en favor de la població amb problemes auditius.
“French Chef” va ser el primer programa transmès amb aquest sistema per la xarxa pública de televisió Public Broadcasting Service (PBS), que es va unir a l'ABC. El 1973 ABC NEWS va ser el primer a transmetre notícies amb aquest sistema.
L'esforç de tècnics i funcionaris governamentals i els directors d'ABC i PBS, van aconseguir que el projecte fos acceptat, davant l'entusiasme que va despertar en la comunitat de persones amb hipoacúsia, els qui per fi van veure propera la seva incorporació a la vida televisiva. En 1978 es va fundar el National Caption Institute (NCI) com una entitat sense finalitat de lucre i amb l'exclusiva finalitat de desenvolupar aquest sistema.
El 16 de març de 1980, la NCI va aconseguir que surtis al mercat la primera generació de decodificadors, amb els que el públic va poder trencar el seu silenci des de la creació de la televisió. Des de llavors els avanços tecnològics en la matèria han continuat i es van expandir a Anglaterra. El 1990, es va aconseguir que un gran propòsit dels nord-americans amb discapacitat fos una realitat: la imposició del sistema CC es va convertir en un estàndard de subtitulat per a l'emissió de programes de televisió i vídeos.
Als Estats Units, gràcies a la televisió, els ciutadà mitjà amb sordesa es pot informar dels esdeveniments diaris, tenint accés a programes d'entreteniment, culturals, educatius i d'oficis varis, fet que s'ha multiplicat amb la televisió per cable o per satèl·lit. La població nord-americana sobrepassa els tres-cents milions de persones, de les quals aproximadament 24 milions tenen sordesa parcial o total. Per comprendre el contingut en àudio dels programes televisius, el sistema de CC ha tingut un èxit progressiu des dels anys en què va iniciar, aconseguint incorporar a totes les persones, fins i tot les que veuen televisió en ambients sorollosos i que els impedeix sentir-la correctement.
També, els programes pre-grabats amb el sistema de CC són de gran utilitat per a les persones que estan aprenent l'idioma en què es transmet l'àudio, perquè permet comparar la pronunciació amb el text.
Als Estats Units, Europa, Xile, Colòmbia i altres països d'Amèrica Llatina, molts dels programes emesos disposen d'aquest sistema. A la Xina és pràcticament obligatori.